# Кардава, Бакар
Бакар Кардава (груз. ბაქარ ქარდავა; род. 4 октября 1994, Сенаки, Грузия) — грузинский футболист, опорный полузащитник клуба «Иберия 1999».

## Карьера
В сезоне 2012/13 играл за клуб первой лиги «Саско» (Тбилиси). Перед началом следующего сезона перебрался в другую тбилисскую команду лиги — «Гагра». В январе 2015 года перешёл в клуб Эровнули лиги (высший грузинский дивизион) — «Спартак-Цхинвали» (вскоре переименованный в «Цхинвали»), где стал одним из лидеров команды. В декабре 2016 года перешёл в тбилисское «Динамо», где также был одним из ведущих игроков, являясь к тому же одним из лучших опорных полузащитников Эровнули лиги.
В декабре 2021 года перешёл из «Динамо» в тбилисский клуб «Сабуртало» (в 2024 году переименованный в «Иберия 1999»).
В еврокубках в период с 2015 по 2022 год сыграл в 19 матчах квалификационных раундов Лиги Европы, Лиги чемпионов и Лиги конференций.